# Naga (Cebu)
Naga is een stad in de Filipijnse provincie Cebu. Bij de census van 2015 telde de gemeente bijna 116 duizend inwoners.
Naga vormt samen met negen andere steden en gemeenten de metropool Cebu.

## Geschiedenis
De gemeente Naga werd op 12 juni 1829 gesticht en is daarmee een van de oudste gemeenten van Cebu. De eerste bewoners van het plaatsje noemden het “Narra” naar de enorme bomen in de omgeving. Later werd dit Naga. Nadat de Spanjaarden in de gemeente kolen vonden veranderde het rustig vissersdorpje langzamerhand. De kolen werd door de Spanjaarden naar hun vaderland geëxporteerd. Later volgden ook andere industrieën.
Op 15 juli 2007 werd een wet aangenomen die de gemeente Naga in een stad omvormde. Op 2 september 2007 werd dit middels een volksraadpleging bekrachtigd. Deze omvorming tot stad werd twee jaar later, door een beslissing van het Filipijns hooggerechtshof op 21 mei 2009, als ongrondwettelijk bestempeld en weer ongedaan gemaakt. Eind 2009 kwam het hooggerechtshof echter weer terug op deze beslissing naar aanleiding van het ingediende bewaarschrift.

## Geografie

### Topografie en Landschap
De stad Naga ligt zo'n 22 kilometer ten zuiden van Cebu City aan de oostkant van het eiland Cebu in de centraal gelegen eilandengroep Visayas. De stad wordt begrensd door de gemeentes Minglanilla in het noordoosten, San Fernando in het zuidwesten, Pinamungahan in het westen en de stad Toledo in het noorden.
Het terrein in de stad varieert van vlak (30%) via golvend (25%) tot heuvelachtig (45%).

### Bestuurlijke indeling
Naga is onderverdeeld in de volgende 28 barangays:
| - Alfaco - Bairan - Balirong - Cabungahan - Cantao-an - Central Poblacion - Cogon - Colon - East Poblacion - Inoburan - Inayagan - Jaguimit - Lanas - Langtad | - Lutac - Mainit - Mayana - Naalad - North Poblacion - Pangdan - Patag - South Poblacion - Tagjaguimit - Tangke - Tinaan - Tuyan - Uling - West Poblacion |

## Demografie
Naga had bij de census van 2015 een inwoneraantal van 115.750 mensen. Dit waren 14.179 mensen (14,0%) meer dan bij de vorige census van 2010. Ten opzichte van de census van 2000 was het aantal inwoners gegroeid met 35.561 mensen (44,3%). De gemiddelde jaarlijkse groei in die periode kwam daarmee uit op 2,44%, hetgeen hoger was dan het landelijk jaarlijks gemiddelde over deze periode (1,72%).

De bevolkingsdichtheid van Naga was ten tijde van de laatste census, met 115.750 inwoners op 101,97 km², 1135,1 mensen per km².